# 国鉄155系・159系電車
155系・159系電車（155けい・159けいでんしゃ）は、日本国有鉄道（国鉄）が設計・開発した修学旅行列車（修学旅行のための団体専用列車）用の電車。

## 概要
両系列とも、1940年代末期のいわゆるベビーブーム世代が中学生となり、東海道本線を通過する修学旅行客の輸送需要が激増したことから、その効率的輸送のために特別に開発された車両である。性能は、1958年に登場した準急列車用の153系電車に準じており、関連性が強いことから同項で一括記述する。

### 製造までの経緯
第二次世界大戦終戦直後の数年間に、日本ではベビーブームが起こり人口が急激に増加した。1950年代後半に入るとこの世代が中学校に入学し、修学旅行の時期を迎えた。
当時の中学校の修学旅行は、関東地域からは京都・奈良方面が、また関西地域からは関東方面がそれぞれ一般的な行先となっていた。当時は航空運賃が非常に高額で一般の交通手段としては想定外、新幹線や高速道路も存在せず、国道1号線も未改良区間・未舗装区間があったため、一般庶民が利用することのできる東京 - 大阪間の実用的な交通機関は、実質的に東海道本線・夜行利用を考慮しても東海道本線及び中央本線・関西本線に限られていた。
ベビーブーム世代の中学生を対象とした修学旅行が実施されるようになると、生徒数が一学年700名程度の学校が多かったことから、通常の定期列車には収容できずに団体専用列車が仕立てられることになった。
当時、長距離列車はまだ機関車牽引の客車列車が主力の時代で、修学旅行列車についても専用客車列車が編成されたが当時の国鉄は慢性的な輸送力不足の状態であり、車両確保に苦慮することになった。
専用列車の運転のために全国各地から予備車をかき集めた結果、オハ31形など、昭和初期に作られた老朽車両や、オハ61形など背ずりが板張りの、普通列車用車両も混用された。したがって修学旅行の生徒たちは、乗り心地の悪い車両での苦しい長旅を強いられることも珍しくなかった。
また当時の客車列車の客用扉は自動ドアではなく、自動施錠もできなかった。このため、走行中に不注意や悪ふざけで生徒がデッキから転落する事故や、通過列車待避のため停車した駅で生徒が勝手に降車し、ホームに取り残されてしまうこともあり生徒の行動管理は修学旅行に随行する教職員にとっては悩ましい問題であった。
修学旅行対象者となる児童・生徒が増加しつつある状況下、当時の東海道本線の限られた線路容量の中で、安全な修学旅行輸送を実現することは、国鉄にとっても重要課題の一つとなっていた。
そこで国鉄は1958年6月、山陽本線姫路電化用に製造された80系電車を、品川 - 京都間の修学旅行用臨時列車に投入した。80系電車は、長距離乗車にはやや難があったものの、自動ドア装備のため、生徒の転落事故や行方不明騒動が防げる利点があった。しかもこの電車列車は、当時の急行列車並みの高速で運行され、所要時間短縮をも実現した。
この実績に基づき、当時の学校関係者によって構成された東京都修学旅行委員会は、国鉄に「専用電車の開発」を提案・要望した。国鉄もその実現には前向きであったが、修学旅行に限らず旅客輸送需要全体が急激に増大していた時代であり、要請に応じるための車両製造資金調達が困難であった。
そこで窮余の一策として、駅や路線整備のために1954年から国鉄が発行し、地方公共団体が引き受けていた鉄道債券の一種、「特別鉄道債券」（利用債）で資金調達することになり、三菱銀行（現・三菱UFJ銀行）と日本交通公社（現・JTB）が利用債を引き受けた。東京での動向を伝え聞いた関西地区でも大阪市・京都市・神戸市の中学校修学旅行協議会で債券による資金調達を決定した。
このような経緯を経て、日本はもとより世界的に見ても前代未聞の「修学旅行専用設計」電車が開発された。設計・開発・製造・資金調達などに携わった人々の多くが、自身も修学旅行に赴く年齢の子供たちを抱える父兄世代であったことが、このユニークな電車の開発実現における大きな助力となった。

## 155系

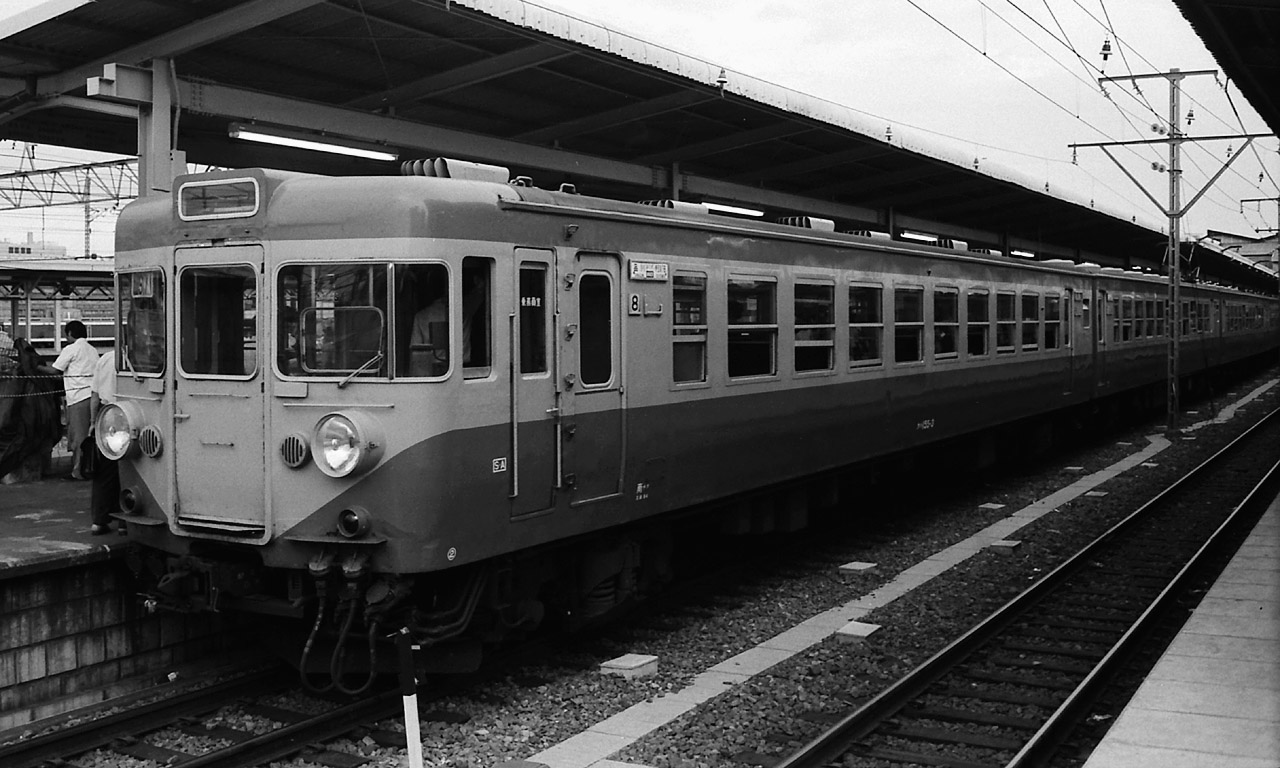
155系

1959年の製造当初は82系電車と称したが、同年6月の車両称号規程改正により155系に改称された。使用された列車名から「ひので形電車」とも呼ばれる。以後、1961年・1964年 - 1965年にわたって、48両が製造された。
知名度、運用期間、車内設備の独自性等、修学旅行用車両を代表する系列である。

### 構造
既に実績のある153系の基本メカニズムを踏襲しながらも、限られた予算に応じたコストダウン対策を施しつつ、同時に修学旅行輸送に最適化された設計を行ったものである。

#### 主要機器
電装・制御系は153系のシステムと同一仕様で、CS12形電動カム軸多段制御器で2両分8個のMT46形主電動機（出力100 kW）を制御する1C8M形MM'ユニット方式、ブレーキシステムにSELD形（電空併用電磁直通ブレーキ）を装備する。
歯車比4.21・営業運転時最高速度110 km/h・設計最高速度130 km/hという設定は153系と同一であり、それとの混結も可能で実際にそうしていたことは何度もあった。
ただし、台車は153系に使用された空気ばね式のDT24・TR59ではなく、コストダウンのため通勤形電車並みの金属ばね台車とされ、電動車はDT21A・付随車はディスクブレーキ装備のTR62とした。

#### 車体
前面はベースとなった153系に多くを準拠、パノラミックウインドウと正面貫通スタイルのいわゆる「東海形」として、デッキ付き片側2扉、2段式ユニット側窓なども153系と共通だが屋根は浅く低いフラットな形状である。
修学旅行シーズン以外の臨時列車投入時に狭小建築限界トンネルが介在する中央東線に入線する可能性に備えたもので、パンタグラフの折り畳み高さを低くする目的があった。後年に同じような目的で製造された新性能電車や一部旧形電車の800番台区分ではパンタグラフ取付部分のみ低屋根構造とするが、本系列では全車両を低屋根とし、全体的なデザインの統一を図っている。
通風器は80系や153系のような押込形でなく通勤形電車用の構造簡略な円筒形のグローブ形とし、153系で装備された運転台正面下部の排障器（スカート）も省略されている。これらの変更により若干ながら鋼材使用量も減って軽量化された。
修学旅行列車は途中客扱いをしないため乗降頻度が低く、乗降の迅速性を図る必要が特にないこと、153系とは異なり間合い運用での普通列車への使用も行わないことから、扉幅を狭めて車内スペース捻出を図ることにした。客用扉は当初、さらに座席定員を増やせることから片側1か所として、20系客車と同様の戸袋が不要となる折戸式の採用も検討されたが、修学旅行列車以外への使用を考慮して従来の電車同様片側2扉の引戸式となった。しかし153系の1,000 mm幅に比して特急形並の700 mm幅に狭められ、戸袋部の固定窓も廃された。
車体塗色は警告色としての役目もあるが、子どもたちに明るい印象を与えようとしてライトスカーレット（朱色3号）とレモンイエロー（黄1号）の2色塗装が採用された。いわゆる「修学旅行色」で、塗り分け方も153系とは異なり、前面下部の塗り分け線を斜めにして貫通扉や前照灯にかからないようになっている。

#### 車内
電車の用途にふさわしく他例のない非常にユニークなもので、国鉄技術者が学校や生徒の意見も取り入れながら工夫を凝らしてまとめ上げた秀逸な内容である。
定員確保は至上命令であり、1両あたり100名の座席定員を輸送上要求されたことから、与えられた条件を最大限に生かして定員増加を図っている。153系以降の新系列電車は、在来客車や80系電車に比べて車幅が最大10 cm拡大されており、また修学旅行列車は途中乗降の頻度も少ない。そこで当時の中学生の体格も考慮し、通路幅を標準よりも削り、片側の座席の横幅を広げて3人掛けとした。これによって通常の横4列から1列増えた5列の座席が得られた。このため車内の大部分で通路は車体中心線からずれた配置となっている。
一人あたりの座席幅は少々窮屈にはなったが、前後ピッチは153系同等であり、さらに全席側面に定員分のヘッドレストを設置し、仮眠時への配慮がなされた。これは、同時期の10系客車やキハ55系気動車などの例と同様のビニール張りでクッション性を備えたもので、153系では未装備である。加えて全ボックス席に脱着式の大型テーブルが設置され、学習や食事などの便を図っている。通路側には傘立ても設置された。
なお、貫通扉は車体中心線の設置であるので、客室端部の一列だけは両側とも2人がけの座席である。このボックスは急病者用の簡易ベッドとして使えるよう、ボックス間をクッションで埋められる構造を採用。その際には天井の照明を遮光板で隠せる配慮がなされた。
荷物棚は、通常の車両では窓際に沿った窓上部分に連続して設置されるが、本系列では土産などで荷物が多くなるという事情に配慮し、各座席上を枕木方向に荷棚を設置して広いラゲッジスペースを確保した。
空調は、特急電車や優等寝台車・食堂車の一部を除いて非冷房標準の時代であったため、153系同様に扇風機を設置した。しかし座席定員が増えたことから、扇風機台数は153系に比べ多めに装備された。蛍光灯は枕木方向に設置し、夜行運転時は蛍光灯を消灯し通路上に設置した白熱灯による照明としている。
洗面台は利用度の高さを配慮し2人が並んで使える設計とされ、捻出スペースを利用して、水筒への水汲みにも使える飲料水タンクも設けられた。ごみ箱も、弁当殻などが多く出ることを考慮し大型のものを設置している。トイレは、利用の多さに対応するため通常の和式トイレのほか、男子用小便所を設置している。
乗務員室助士席側にはテープレコーダーが設置され、引率教諭による車内放送の便を図った。これらに加えて制御車のクハ155形には客室内にスピードメーターと電池式時計も設置した。このほか運転室側出入口助士席の後ろに跳ね上げ式の補助椅子が2脚設けられている。
これら数々のサービスに加え、乗車した生徒に乗車中の車内清掃を励行させる「教育的配慮」の見地から、清掃用の箒と塵取りまで備え付けられた。アイデアと配慮に富んだ随所の設計の卓抜さは、完成車を視察した父母や教諭陣からも高く評価された。

### 形式
クハ155形（※クハ89形）
3等制御車(Tc)で本系列唯一の先頭車。定員94名。基本的な構造はクハ153形に準じているため、密着連結器の両側に制御用KE57A形ジャンパ連結器2基を備え、奇数（東海道本線基準で東京側）・偶数（同じく神戸側）向の区別なく使用できる両渡り構造である点も同様である。
1 - 8が89001 - 89008の旧車両番号で落成。
モハ155形（※モハ82形奇数車）
モハ154形（※モハ82形偶数車）
ユニットを組む3等電動車。定員104名。
モハ155形(M)がモハ153形、モハ154形(M')がモハ152形に準じており、モハ155形は主制御器や主抵抗器などを、モハ154形にはパンタグラフや電動空気圧縮機（CP）を搭載し、5kVAの電動発電機(MG、MH81-DM44)を両形式に設置している点も153系同様である。ただし、モハ154形のパンタグラフ搭載位置が扇風機および通風器設置位置の関係上、台車中心線上にない点はモハ152形と異なる。
両形式とも1 - 6が82001 - 82012の旧車両番号で落成。
サハ155形（※サハ88形）
モハ155形と同一車体を持つ3等付随車(T)。定員104名。運用面の見地から二次車以降での製造は制御車、電動車のみとされたために4両のみの製造で終わった。
1 - 4の全車とも88001 - 88004の旧車両番号で落成。

### 製造区分における変更点
本形式は4ロット合計48両にて製造が終了しているが、範をとった153系はじめ、同時期製造の急行形および近郊形電車各形式における設計変更点などを反映し、各ロット毎に製造時から変化が生じている。外観上の主な変更点などは下記の通り。
一次車(1959年製造・昭和33年度利用債発注車)
「ひので」「きぼう」運転開始による新製車。全車とも前記の通り旧形式番号にて落成している。
- クハ155-1 - 8
- モハ155-1 - 6
- モハ154-1 - 6
- サハ155-1 - 4

二次車(1961年製造・昭和36年度利用債発注車)
「ひので」「きぼう」完全12両化運転用増備車。
当ロットから外部塗装の黄色部分を黄1号から黄5号に変更した。また、行先標・愛称札・種別札・号車札差しの設置高さを159系と同様の高い位置へ変更している。
クハ155形では運転席の側窓上に水切りを追加。以降製造の電動車については妻面に主電動機冷却風取入れ用ダクトを追加したため、2位側の妻面窓が廃止された。
- クハ155-9 - 12
- モハ155-7 - 8
- モハ154-7 - 8

三次車(1964年製造・昭和38年度第二次債務発注車)
「ひので」「きぼう」16両運転用増備車。
行先標・愛称札・種別札・号車札差しを一次車同様の元位置へ再変更した。
クハ155形では運転席の側窓上および助士側乗務員室扉の上まで雨樋を延長し、これにより二次車にて追加した運転席の側窓上の水切りと一次車から設置していた助士側乗務員室扉上の水切りを廃した。
- クハ155-13 - 16
- モハ155-9 - 10
- モハ154-9 - 10

四次車(1965年製造・昭和39年度第三次債務発注車)
「わかば」運転開始用増備車。
修学旅行用電車の増備は本ロット落成2ヶ月後の同年7月製造分から167系へ移行したため、本形式の最終生産となった。
各形式とも行先標・愛称札・種別札・号車札差しを二次車と同様の位置へ再変更し、加えて客用扉の点検口を165系同様に低い位置へ変更した。
また、クハ155形では前面手すり追加のほか、最前部通風器をグローブ形から大型の押し込み式に変更した。モハ155形では主抵抗器の使用形式が変更され大型化したため、水タンクを枕木方向に設置するなど床下機器配置の見直しを行っている。
このグループは全車が宮原電車区に配属された。
- クハ155-17 - 20
- モハ155-11 - 12
- モハ154-11 - 12

### 運用
1959年に24両が製造され、それぞれ12両ずつ田町電車区（→田町車両センター→現・東京総合車両センター田町センター）と宮原電車区（→宮原総合運転所→現・網干総合車両所宮原支所）に配置された。
- 田町車のうち4両は汽車製造で早期落成させ、3月11日品川 - 平塚間で公式試運転、翌12日に東京駅での国鉄部内及び報道関係者への公開展示、14・15日に原宿駅宮廷ホームでの一般展示が行われた。その後関西地区へ回送されて、19日大阪・20日神戸・21日京都でそれぞれ一般展示された。全車が車両メーカーより落成した後、4月1日・2日に学校関係者・生徒・PTA等を招待しての試乗会が品川 - 平塚間でそれぞれ2往復運転された[注釈 22]。

田町車は、1959年4月20日から品川 - 京都間に「ひので」の愛称で運転を開始した。また宮原車も関西地区から東京方面への修学旅行用として品川 - 明石間「きぼう」が運転された。
- 両列車とも当時は片道を夜行運転としていた。これは全額利用債により逼迫する予算での製造となったために充当できる編成が東京・大阪地区とも1編成しかなく、毎日運転の運用をこなす目的と学校側の宿泊費節減と時間節約策という両者の要求が一致したもので、当然のことと見なされていた[注釈 25]。さらに予備車はなく、8両編成と12両編成で隔日運転し8両運転時に4両分の検修を行う方式が取られた。そのためTcMM'TTMM'Tc2本・TcMM'Tc2本の編成で製造された。
  - サハ155形はコスト削減と定員確保のために製造された形式でもあるが以後の増備はTcMM'Tcとなった。

修学旅行列車が運休となる夏期・冬期シーズンには、臨時準急列車として東京 - 大阪間の「すばる」や名古屋 - 大阪間の「びわこ」、上越線のスキー臨時快速として上野 - 石打間の「ひので銀嶺」や上野 - 小出間の「きぼう銀嶺」などで運用された。
- これらの列車に充当される際には、本系列の片側3人掛けであることや通路の幅を考慮して全車座席指定で運転された。
- 上越線や後の中央東線などでの運転では、山岳勾配区間を考慮し通常はMT比1:1の編成から付随車をカットしたり、153系の電動車ユニットを組み込んだりして電動車比率を上げた4M2T・6M4T編成を組成することもあった。

本系列による修学旅行列車は急行列車並の高速運転と旧形客車よりも優れた居住性であったことから、1961年に2編成8両が増備され終日12両編成での運転となった。また1964年 - 1965年に4編成16両が増備され、田町・宮原の他に明石電車区（現・網干総合車両所明石支所）にも配置され、最盛期は16両編成での運転も実施されるようになった。
1971年4月より国鉄が修学旅行利用の新幹線特急料金の割引を開始したためこの取り決めに縛られない他府県の公立高校や私立高校では修学旅行も新幹線利用に移行するのが一般的となり、「ひので」・「きぼう」は同年10月の運転を最後に廃止され、残る「わかば」も翌72年４月に廃止された。

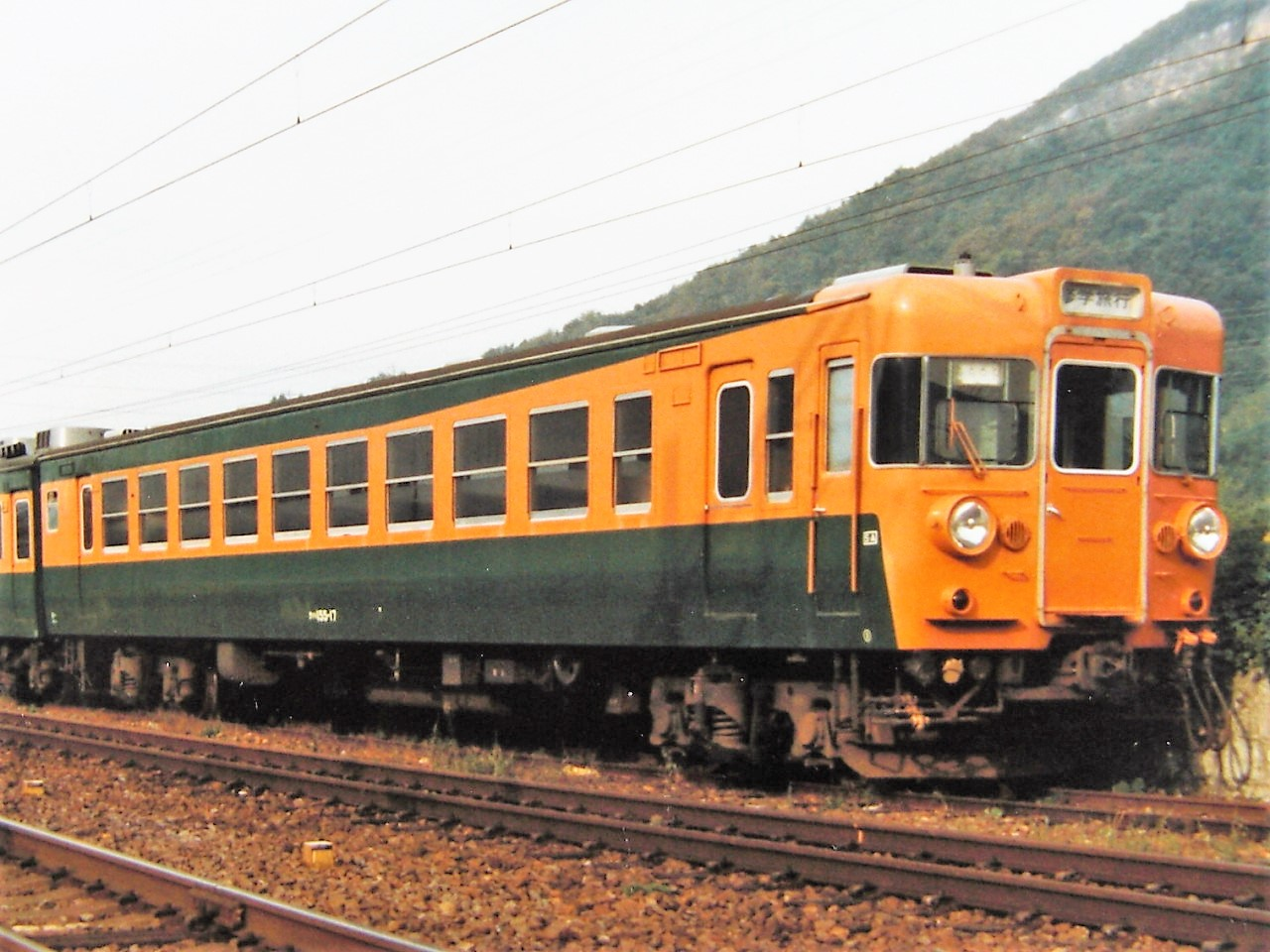
湘南色化後のクハ155形

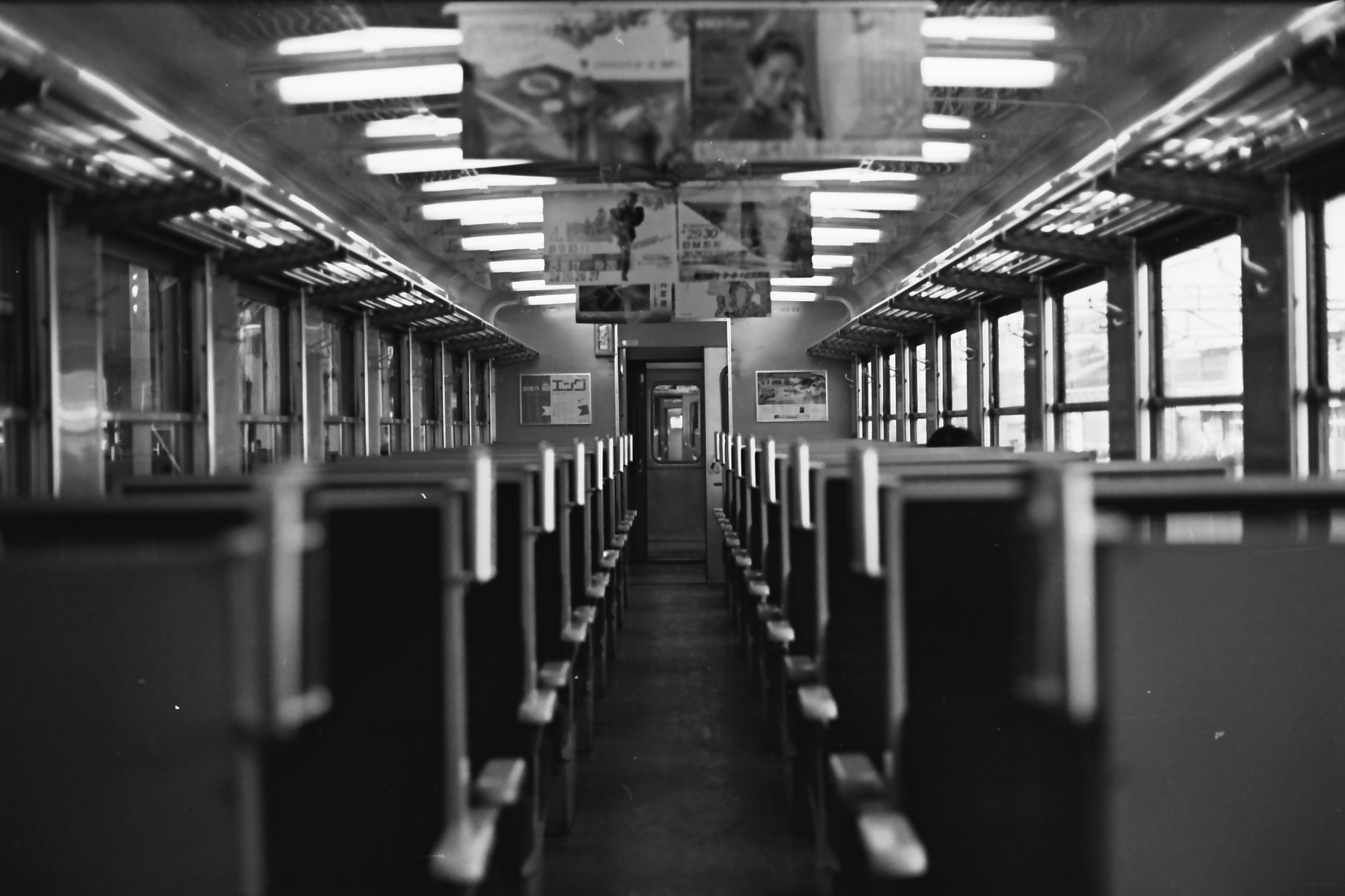
室内改造後のクハ１５５－２０車内

以後は一般の臨時列車等に使用される頻度が高くなることから、宮原・網干配置車は1973年に吹田・鷹取・松任・幡生・郡山の各工場にて、田町配置車は1977年に大井工場にて下記の改造を施工した。当時の急行型電車の最終増備車に近い内装となったことから、冷房装置がない点を除けば全体的な水準は1960年代前期までに製造された車両より向上していた。
- 座席を通常の両側2列に変更（人間工学を考慮した改良型を採用）
- 荷物棚を通常の窓上設置に交換（ステンレスパイプ式を採用）
- 折り畳み式テーブル・出入台デッキの飲料水タンクと大形くず物入れの撤去
- 大形洗面台と男子用トイレを撤去し、通常の洗面台化粧室に変更
- 客室内設置の時計および速度計、デッキ部設置の補助椅子の撤去（Tc車）
- 塗装を緑とオレンジ色の「湘南色」に変更
- 客室内枕木方向配置の蛍光灯についても変更予定であったが、冷房改造施工時に併施することとされた（冷房改造は未施工に終わったため結果的に廃車まで存置）。

大阪地区車は1974年12月に大垣電車区（現・大垣車両区）に転出し、153・159系（制御車は165系も）と混用で、おもに東海道本線豊橋 - 大垣間の快速運用に充当されたが、急行「東海」・「大垣夜行」・修学旅行集約臨時列車「こまどり」などに投入された。
田町車は、神奈川県方面から日光への修学旅行集約臨時列車や、毎年１月に関東各地と成田山新勝寺最寄りの成田を結ぶ初詣団体臨時列車等に使用されるとともに、多客期には急行「伊豆」などの臨時列車にも投入された。
なお田町配属車の室内改造・塗装変更は前記の通り1977年に行われ、東京 - 静岡間の普通列車などに充当された。
冷房装置搭載改造工事は実施されず、117系や185系の新製投入によって直接あるいは玉突きで淘汰され、1980年から1984年にかけて全車廃車となった。

## 159系
1961年に製造された155系の設計変更形で16両が製造された。

### 製造までの経緯
東京や関西地区につづき、中京地区の学校関係者からも修学旅行用電車の運転を希望する声が高まり、愛知・岐阜・三重三県の利用債方式による修学旅行専用電車導入の要望が出された。当初は1960年に登場する予定だったが、伊勢湾台風により利用債の引き受けが1年延期となり車両の新製も延期され、翌1961年に中京地区修学旅行用として新造されたのが本系列である。

### 155系からの変更点
塗装もほぼ同じであり、基本性能は155系を踏襲していて153系・155系との併結も当然可能であるが、中京地区は東京・関西地区ほど生徒数が多くない上に、修学旅行列車としての運用期間や利用度が高くなく、一方でそれを見越して臨時列車に充当することが多いと判断されたため、車内は153系などに近い構造とされた。
変更点
- 通風器を大垣 - 米原間の降雪地帯での運用を考慮して押込形に変更・両側2列4名ずつのボックスシート・壁際に連続して設置した通常の荷物棚・男子用トイレ廃止・扇風機を10→4台へ減少・客室車端部に名古屋鉄道管理局名による「こまどり号電車について」という説明文の掲示・後位2-4エンド側サボ位置の変更。

改良点
- 休養スペースを全車設置とし、腰掛布団を引き出して使用する方式[注釈 31]に変更。

### 形式
| 形式            | 車両番号 | 製造年 | 製造メーカー | 新製配置   | 備考                                                  |
| モハ159 モハ158 | 1 - 3    | 1961   | 日本車輌製造 | 大垣電車区 | 床下機器の耐寒・耐雪工事 浜松工場 （1963年 - 1964年） |
| モハ159 モハ158 | 4        | 1962   | 日本車輌製造 | 大垣電車区 | 床下機器の耐寒・耐雪工事 浜松工場 （1963年 - 1964年） |
| クハ159         | 1 - 4    | 1961   | 日本車輌製造 | 大垣電車区 | 床下機器の耐寒・耐雪工事 浜松工場 （1963年 - 1964年） |
| クハ159         | 5・6     | 1962   | 日本車輌製造 | 大垣電車区 | 床下機器の耐寒・耐雪工事 浜松工場 （1963年 - 1964年） |
| サハ159         | 1・2     | 1961   | 日本車輌製造 | 大垣電車区 | 床下機器の耐寒・耐雪工事 浜松工場 （1963年 - 1964年） |

### 運用
1961年に製造された12両により4月9日から修学旅行用として東京・品川 - 大垣間の「こまどり」に投入された。155系同様予備車なしで8両編成と12両編成で隔日運転し8両運転時に4両分の検修を行う方式が取られた。1962年にはTcMM'Tcの4両が増備され、毎日12両編成での運転が可能になった。また同年秋からは、中国地区 - 中京地区間不定期修学旅行列車「わかあゆ」にも投入された。
また、閑散期には臨時準急「ながら」や車両運用の都合上「東海」にも投入された。1973年からは臨時急行「きそ51号」や臨時快速「木曽路」等で、全線電化後の中央西線でも運用された。1979年頃からは、「こまどり」が冷房付きの153・165系に置き換えられたため、中京地区快速列車などに153・155・165系と共通運用され、車体塗色が湘南色に改められたのも155系と同様である。冷房化や飲料水タンク撤去などの改造もされずに新製配置となった車両基地の大垣電車区で運用され続けたが、1979年、京阪神地区に117系が投入された事で新快速運用から退いた153系のうち、冷房車を中心とした状態良好車が大垣電車区に転入したため、玉突きで淘汰され、1980年に全車が廃車·解体された。

## エピソード
- 派手な塗色と車内には鈴なりの学生・生徒で途中駅では停車中もドアを閉めきったままであったことから、さらに各メディアによる報道[要出典]などによって「ジャリ電」という別称（蔑称）で呼ばれることもあった。また国鉄の運転関係の現場でも、隠語的な「略称[注釈 38]」として通用していた。
- 鮎川哲也の推理小説『準急ながら』では、159系使用の「ながら」の塗色が他の列車と異なることが物語の1つのキーになっている。